# Chelicerinus abnormis
Chelicerinus
Genre
Espèce
Chelicerinus abnormis, unique représentant du genre Chelicerinus, est une espèce fossile d'araignées aranéomorphes de la famille des Synotaxidae.

## Distribution
Cette espèce a été découverte dans de l'ambre à Bitterfeld en Saxe-Anhalt en Allemagne. Elle date du Paléogène.

## Description
Le mâle holotype mesure 3,8 mm.

## Systématique et taxinomie
Cette espèce a été décrite par Wunderlich en 2008.
Ce genre a été décrit par Wunderlich en 2008 dans les Synotaxidae.

## Publication originale
- Wunderlich, 2008 : « Descriptions of fossil spider (Araneae) taxa mainly in Baltic amber, as well as certain related extant taxa. » Beiträge zur Araneologie, vol. 5, p. 44–139.